# Poznańska Kolej Metropolitalna

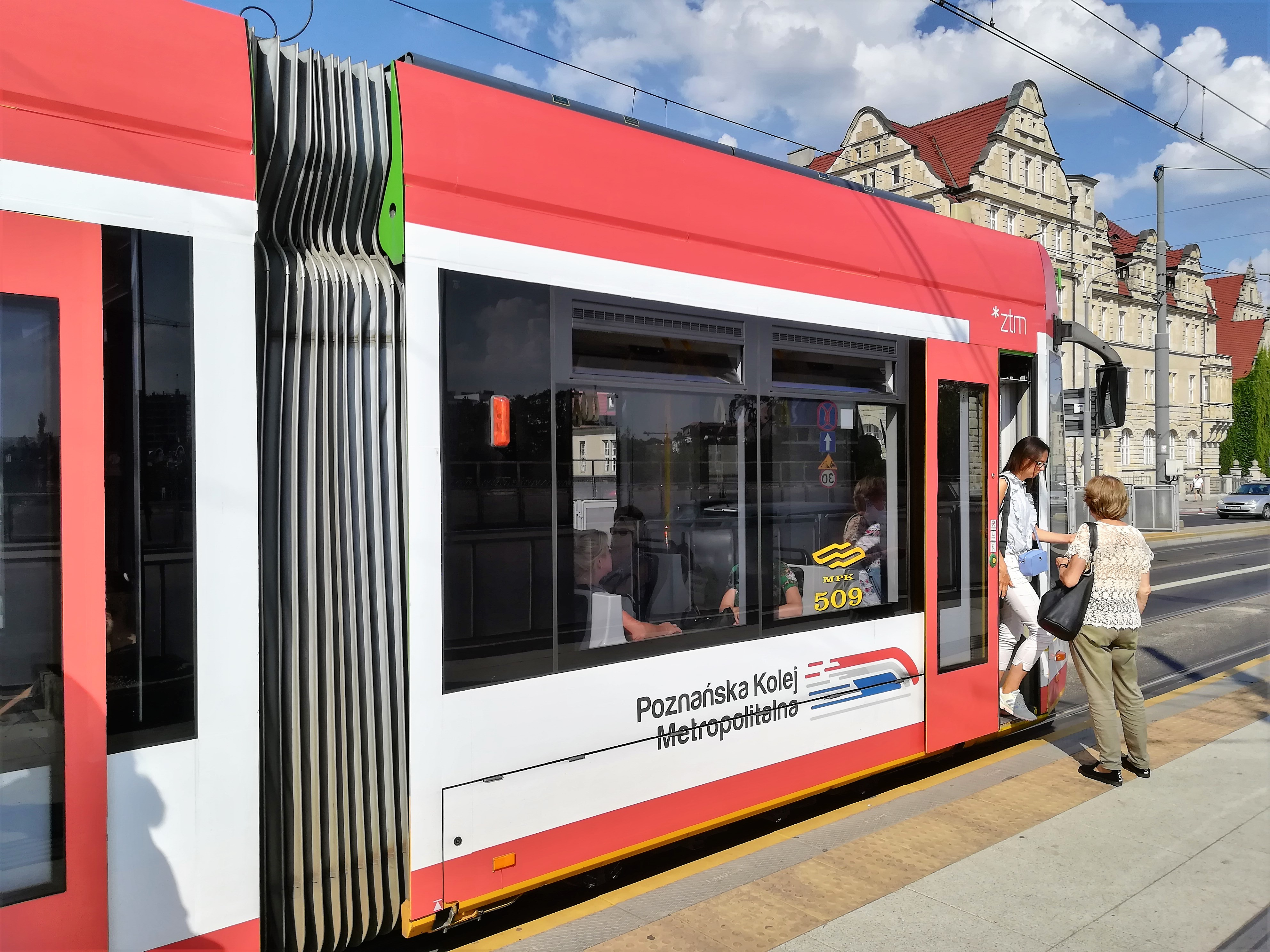
Reklama kolei na poznańskim tramwaju Siemens Combino

Poznańska Kolej Metropolitalna (PKM) – system regularnych kolejowych połączeń regionalnych aglomeracji poznańskiej oparty na zasadzie solidaryzmu samorządów terytorialnych uczestniczących w projekcie.

## Finansowanie
Kolej Metropolitalna jest współfinansowana przez Samorząd Województwa Wielkopolskiego, miasto Poznań, powiat poznański, oraz gminy i powiaty położone w sąsiedztwie dziewięciu linii poznańskiego węzła kolejowego.

## Historia
W listopadzie 2013 podpisano umowy partnerstwa przez Stowarzyszenie Metropolia Poznań, miasto Poznań oraz 24 samorządy gminne. Do partnerstwa przystąpiły także: Samorząd Województwa Wielkopolskiego, PKP Polskie Linie Kolejowe, Centrum Badań Metropolitalnych UAM, Stowarzyszenie Inżynierów i Techników Komunikacji (oddział poznański), Towarzystwo Urbanistów Polskich (oddział poznański), Koleje Wielkopolskie sp. z o.o., Stowarzyszenie Sołtysów Województwa Wielkopolskiego i Stowarzyszenie My-Poznaniacy. W lutym 2014 rozpoczęto realizowanie projektu Master plan dla Poznańskiej Kolei Metropolitalnej. W ramach tego projektu opracowano m.in. koncepcję zintegrowanego transportu publicznego, koncepcję budowy węzłów przesiadkowych, plany zagospodarowania przestrzennego wokół węzłów przesiadkowych, zinwentaryzowano istniejące obiektów stacyjne i sporządzono koncepcję uruchomienia szybkiej kolei miejskiej na obwodnicy towarowej Poznania. W październiku 2017 ukończono opracowywanie zasad udziału w kosztach funkcjonowania kolei poszczególnych jednostek. 25 maja 2018 zainaugurowano projekt PKM, a 10 czerwca tego samego roku nastąpiło wprowadzenie nowego rozkładu jazdy i fizyczne uruchomienie pociągów na pierwszych czterech liniach PKM.
Pierwsze cztery linie łączą Grodzisk Wielkopolski, Jarocin, Nowy Tomyśl i Wągrowiec z Poznaniem. 9 września 2018 utworzono połączenie ze Swarzędzem. Docelowo pociągi PKM będą zatrzymywać się na 13 stacjach i przystankach w Poznaniu. Kursy w godzinach szczytu odbywają się co 30 minut.
W 2020 aktywowano połączenie do Wrześni. W tym samym roku pojawiły się też połączenia na liniach do Rogoźna i Gniezna. W styczniu 2022 pociągi PKM pojawiły się na trasie do Kościana. W czerwcu 2022 skrócono przebieg linii PKM 4 z powodu odmowy dalszego współfinansowania PKM przez powiat jarociński. Tym samym, stacją końcową w ciągu linii stała się Środa Wielkopolska. W lipcu tego samego roku podpisano porozumienie z władzami powiatu szamotulskiego oraz gmin leżących przy trasie Poznań – Wronki w sprawie uruchomienia na tym odcinku połączeń w ramach PKM. Pierwsze pociągi aglomeracyjne mają pojawić się tam już w połowie grudnia 2022. Według informacji zamieszczonych na stronie PKM ostatnie podpisy związane z przedłużeniem linii PKM 4 do Wronek zostały dokonane 2 grudnia 2022 roku, co oznacza faktyczne uruchomienie dodatkowych pociągów w styczniu 2023 roku.

## Linie
Poznańska Kolej Metropolitalna na stan 14 stycznia 2023 roku obejmuje następujące linie:
- PKM1: Kościan – Poznań – Gniezno
- PKM2: Nowy Tomyśl – Poznań Główny – Września
- PKM3: Grodzisk Wielkopolski – Poznań Główny – Wągrowiec
- PKM4: Środa Wielkopolska – Poznań Główny – Wronki
- PKM5: Rogoźno Wielkopolskie – Poznań Główny

W przyszłości  PKM ma objąć również odcinek Śrem – Czempiń, nieobsługujący ruchu pasażerskiego od 1995 roku.

## Tabor

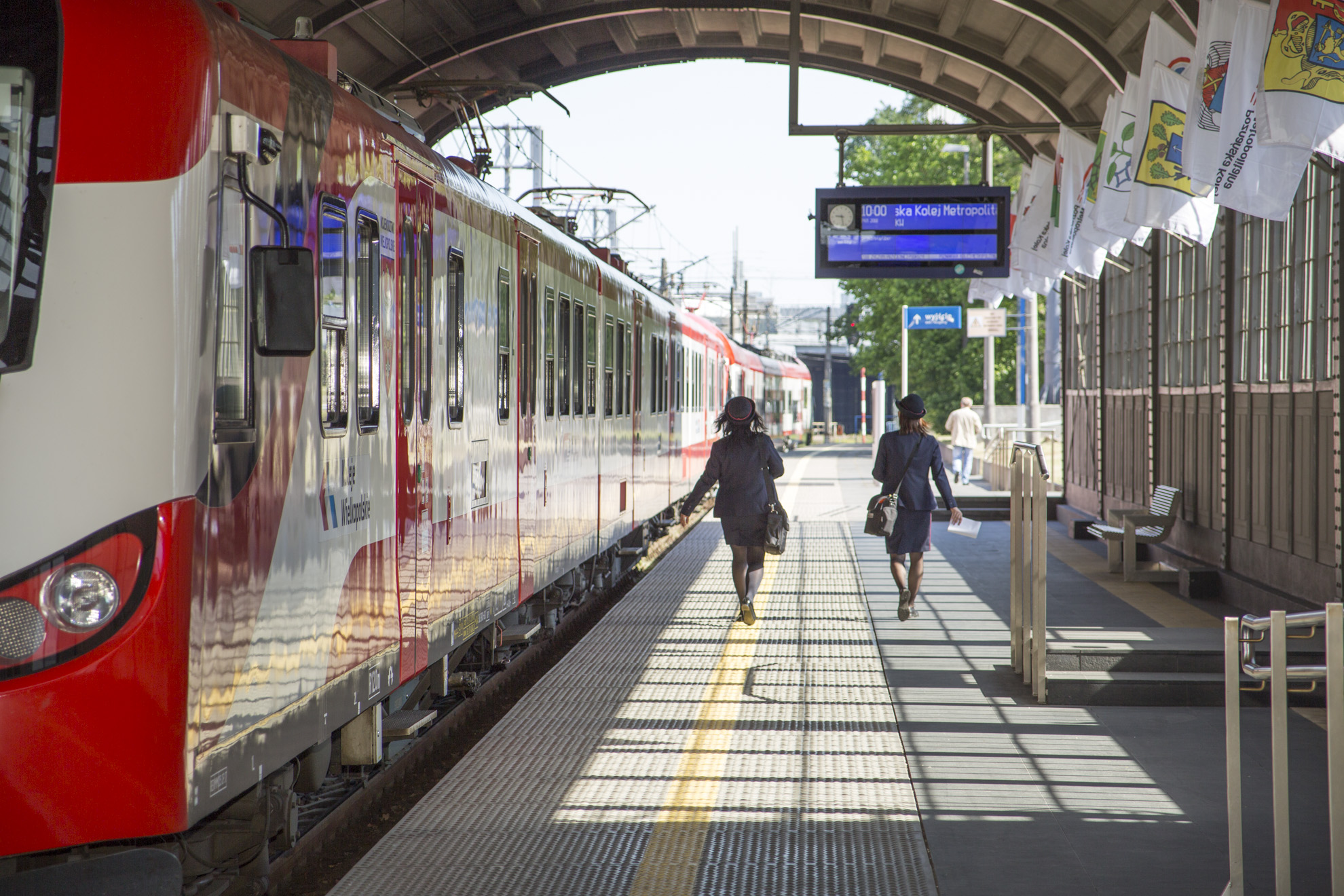
EN57AL

Pociągi Poznańskiej Kolei Metropolitalnej obsługują następujące pojazdy szynowe:
- Newag Impuls (36WEHD),
- Pesa 218M (SA132, SA134),
- Pesa Link (SA139),
- Pafawag 5B/6B (EN57AKW, EN57AL),
- Pesa Elf (EN76),
- Pesa Elf II (48WE)[6].

Wyłącznym wykonawcą przewozów na Poznańskiej Kolei Metropolitalnej są Koleje Wielkopolskie.